# سنت‌های عقلانی در اسلام
سنت‌های عقلانی در اسلام (به انگلیسی: Intellectual Traditions in Islam) کتابی شامل 11 مقاله از 11 پژوهشگر است که فرهاد دفتری آنها را ویراستاری کرده است.

## فصل ها
1. دیباچه
2. زندگی عقلانی در چهار سده نخستین اسلام
3. پژوهش های علمی و فلسفی : دستاوردها و واکنش ها در تاریخ اسلام
4. سنت عقلانی در اسلام
5. حدود درست کیشی در اسلام
6. زندگی عقلانی در میان اسماعیلیان: یک چشم انداز کلی
7. ناصر خسرو: متفکر فاطمی
8. عقل و تجربه عرفانی در تصوف
9. ملاحظاتی درباره محیط عقلانی دینی ایران در عصر صفویه
10. زن نصف مرد؟ بحران معرفت شناختی مذکر در فقه اسلامی
11. اسلام امروز میان سنت و جهانی گری